# Paul Frère
Pour les articles homonymes, voir Frère (homonymie).
Paul Frère, né le 30 janvier 1917 au Havre (France) et mort le 23 février 2008,, est un journaliste et pilote automobile belge.

## Biographie
Fils de Germaine Schimp et de Maurice Frère, Paul Frère achève ses études secondaires à Vienne après avoir passé une partie de sa jeunesse en France et en Allemagne. Il s’inscrit à l’École de commerce bruxelloise de Solvay en 1935 et en sort diplômé ingénieur commercial en 1940. À cette époque, sa passion pour le monde de l’automobile est déjà vivante. Ainsi, son examen de fin d'études concerne les développements du moteur à explosion et son mémoire traite de L’Influence de la forme des chambres de combustion sur le rendement d’un moteur à combustion interne.
Dès 1942, Paul Frère assure les charges de secrétaire au sein de la Fédération belge de l'industrie de l'automobile et du cycle (Febiac). De 1947 à 1952, il travaille pour les firmes d’importation automobile Kaiser-Frazer (en) et Jaguar et pour General Motors Continental à Anvers. En plus de ces activités, il dispense, de 1950 à 1954, un cours de mécanique automobile à l’École technique de l’État à Anderlecht. Sportif accompli, il remporte, de 1945 à 1947, cinq titres de Champion de Belgique d’aviron (Sport nautique universitaire) et représente la Belgique aux championnats d’Europe d’aviron en 1947.
Son amour pour les sports motorisés se concrétise dès 1946 où il participe comme amateur sous le pseudonyme de Frepau à des courses de motos. En 1948, il entame une carrière de pilote de course automobile. Pilote officiel pour le compte de HWM, Gordini, Porsche, Aston Martin, Jaguar ou Ferrari, il remporte le Grand Prix des Frontières en 1952, le Grand Prix de Spa en 1955 et 1960, les 12 Heures de Reims avec Olivier Gendebien en 1957 et 1958, le Grand Prix d'Afrique du Sud en 1960 et, avec Gendebien, les 24 Heures du Mans 1960. Il termine deux fois second au Mans (en 1955 et 1959) et devient champion de Belgique en 1955. Il se classe deuxième du Grand Prix automobile de Belgique 1956 après s'y être classé quatrième en 1955. En janvier 1961, il est encore troisième du Rallye international Alger-Bangui-Alger avec Jean Vinatier sur ID 19.
Dès 1945, il devient journaliste. De 1962 à 1980, il préside l'Association des journalistes belges de l'Automobile (A.J.B.A.). Président du jury de la voiture de l'année de 1970à 1985, il présente, de 1978 à 1987, l'émission Der Autotest sur la chaîne de télévision allemande ZDF. À la fin de sa vie, il assure encore la charge d'European Editor pour la revue américaine Road & Track et contribue régulièrement au Moniteur Automobile, et aux revues japonaise Car Graphic et coréenne Car Vision. En 1993, il est nommé vice-président à vie de l’association britannique : The Guild of Motoring Writers.

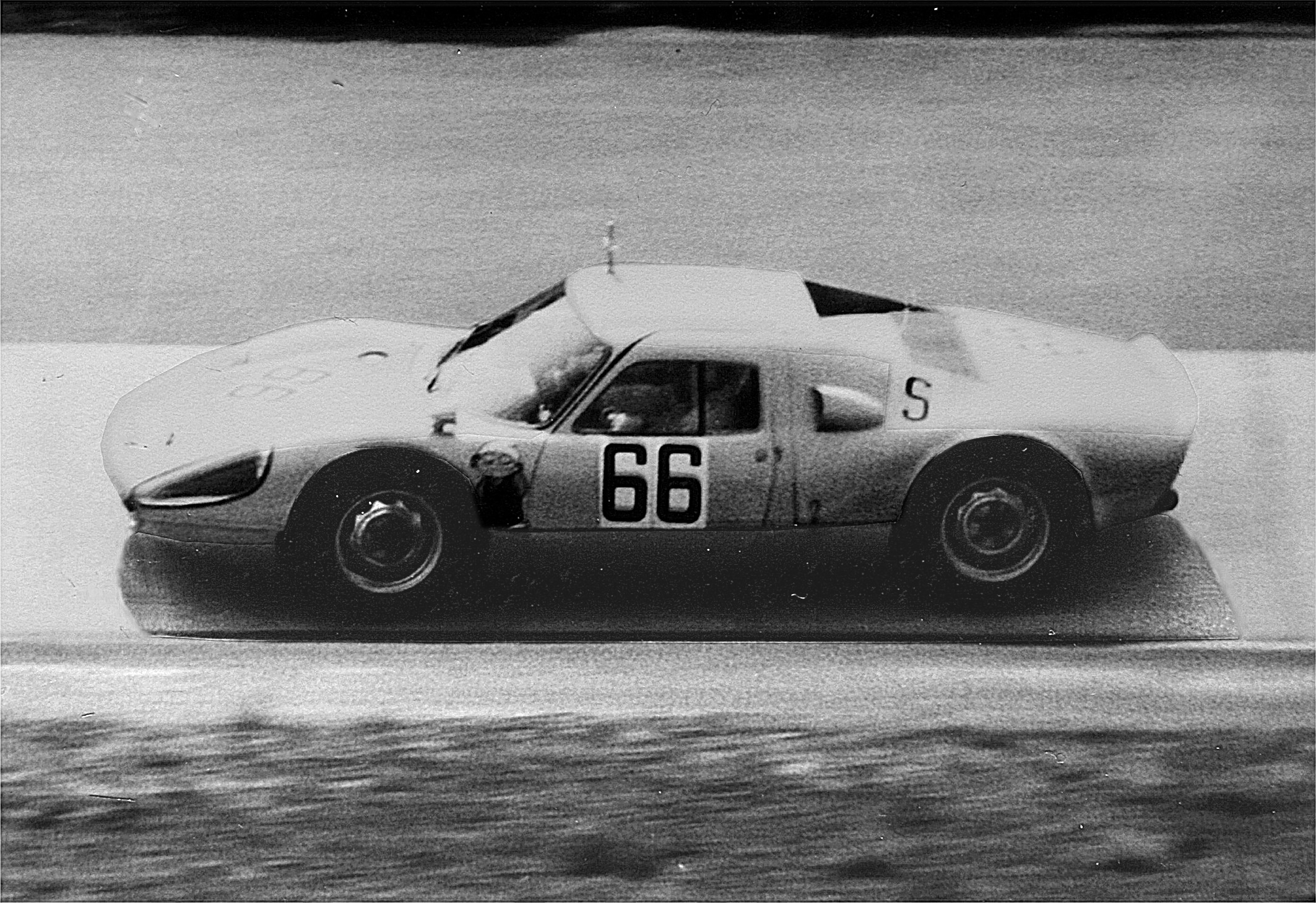
Paul Frère sur Porsche 904 dans le Karussell au Nürburgring en 1966.

Par ailleurs, Paul Frère assure les charges de vice-président de la Société belge des ingénieurs de l’Automobile de 1964 à 1968 et est membre et vice-président de la Commission Technique de la Fédération internationale du sport automobile de 1972 à 1984. Expert reconnu internationalement, il effectue de nombreuses missions en tant que consultant auprès de plusieurs constructeurs de l’industrie automobile aussi bien en Europe qu’au Japon ou aux États-Unis.
Paul Frère a publié de nombreux ouvrages consacrés à Porsche, détaillant et analysant, par exemple, les évolutions techniques de la 911. Aloïs Ruf lui rendit hommage avec un kit aérodynamique sur la RGT8 de 2011. 
Il passe les dernières années de sa vie à Monaco et décède le 23 février 2008 à Nice, à quelques kilomètres de Vence où il a vécu près de vingt ans avec sa femme Suzanne. En hommage à Paul Frère, le virage no 15 du circuit de Spa-Francorchamps, qui raccorde l'actuelle piste à l'ancien tracé de 14 kilomètres, a été rebaptisé "Courbe Paul Frère" à l'occasion du Grand Prix de Belgique de Formule 1 2008. Une stèle à sa mémoire a été érigée près de la rampe d'accès au paddock.

## Résultats en championnat du monde de Formule 1
| Saison | Écurie                                 | Châssis                  | Moteur             | Pneus            | GP disputés | Points inscrits | Classement |
| ------ | -------------------------------------- | ------------------------ | ------------------ | ---------------- | ----------- | --------------- | ---------- |
| 1952   | Hersham and Walton Motors Écurie Belge | HWM 52 Simca-Gordini T15 | Alta l4 Gordini l4 | Dunlop Englebert | 3           | 2               | 16e        |
| 1953   | Hersham and Walton Motors              | HWM 53                   | Alta l4            | Dunlop           | 2           | 0               | Nc.        |
| 1954   | Gordini                                | Simca-Gordini T16        | Gordini l6         | Englebert        | 3           | 0               | Nc.        |
| 1955   | Ferrari                                | Ferrari 555              | Ferrari l4         | Englebert        | 2           | 3               | 13e        |
| 1956   | Ferrari                                | Ferrari D50              | Ferrari V8         | Englebert        | 1           | 6               | 7e         |

## Résultats aux 24 heures du Mans

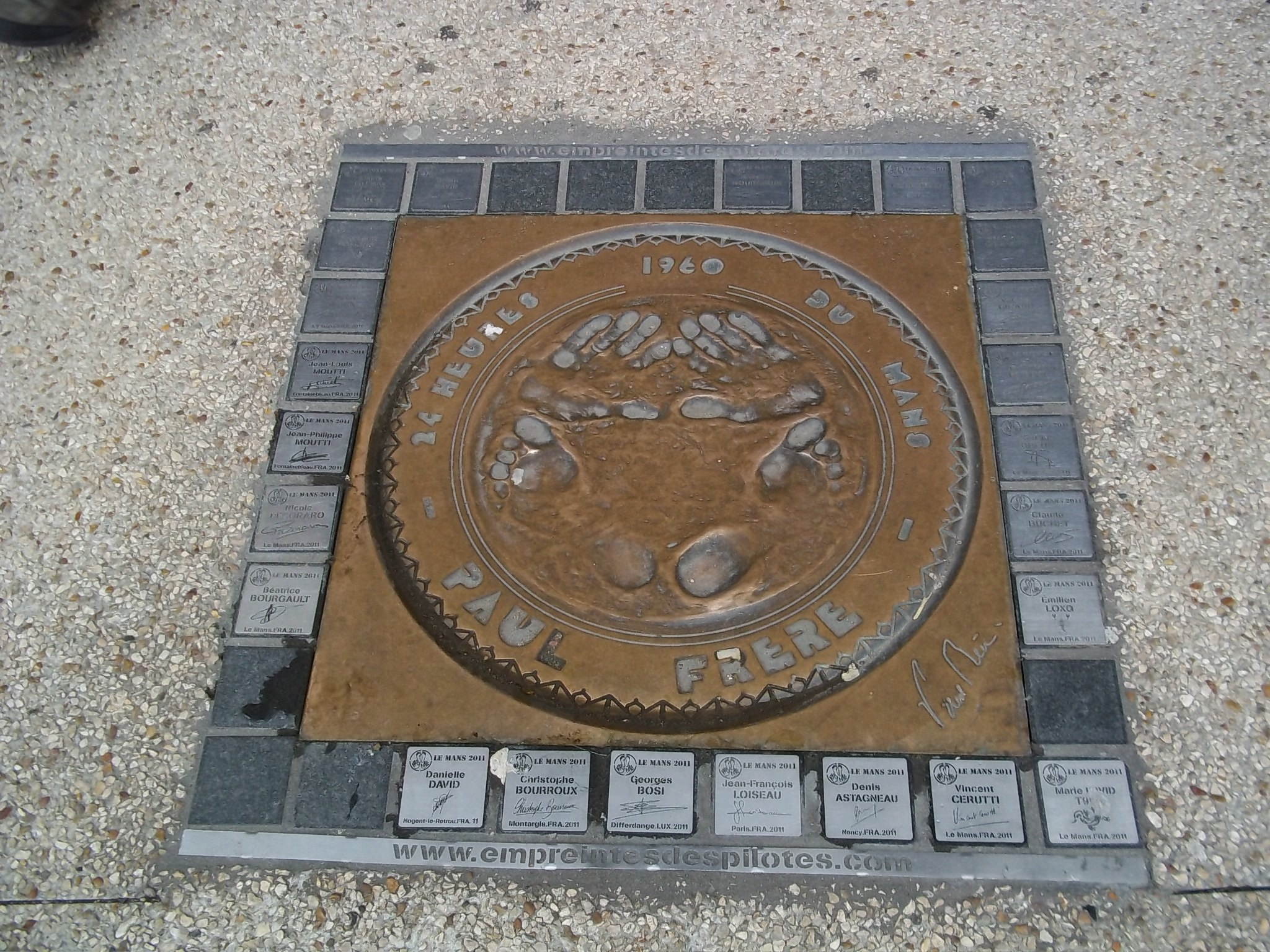
Plaque de bronze des empreintes de Paul Frère -vainqueur des 24 heures en 1960- Walk of fame - Le Mans

| Année | Voiture               | Équipe                 | Équipier                | Résultat  |
| ----- | --------------------- | ---------------------- | ----------------------- | --------- |
| 1953  | Porsche 550 Coupé     | Porsche KG             | Richard von Frankenberg | 15e       |
| 1954  | Aston Martin DB3S     | David Brown            | Carroll Shelby          | Abandon   |
| 1955  | Aston Martin DBRS     | Aston Martin           | Peter Collins           | 2e        |
| 1956  | Jaguar D-Type         | Jaguar Cars            | Desmond Titterington    | Abandon   |
| 1957  | Jaguar D-Type         | Équipe Nationale Belge | Freddy Rousselle (de)   | 4e        |
| 1958  | Porsche 718 RSK       | Porsche KG             | Edgar Barth             | 4e        |
| 1959  | Aston Martin DBR1/300 | David Brown            | Maurice Trintignant     | 2e        |
| 1960  | Ferrari 250 TR/60     | Scuderia Ferrari       | Olivier Gendebien       | Vainqueur |

## Autres classements
Courses auxquelles Paul Frère a obtenu un classement dans les 6 premiers. 
| Catégorie          | Date             | Épreuve                              | Écurie                 | Auto                | Classement |
| ------------------ | ---------------- | ------------------------------------ | ---------------------- | ------------------- | ---------- |
| Formule 2          | 1er juin 1952    | 22e Grand Prix des Frontières        | HW Motors Ltd.         | HWM - Alta          | 1          |
| Formule 2          | 22 juin 1952     | 14e Grand Prix de Belgique           | HW Motors Ltd.         | HWM - Alta          | 5          |
| Formule 2          | 31 mai 1953      | 17e Internationales ADAC Eifelrennen | HW Motors Ltd.         | HWM - Alta          | 2          |
| Formule 1          | 5 juin 1955      | 17e Grand Prix de Belgique           | Scuderia Ferrari       | Ferrari 555         | 4          |
| Voitures de Sport  | 11 juin 1955     | 23e Grand Prix des 24 heures du Mans | Aston Martin Cars Ltd. | Aston Martin DB3S   | 2          |
| Formule 1          | 3 juin 1956      | 18e Grand Prix de Belgique           | Scuderia Ferrari       | Ferrari D50         | 2          |
| Voitures de Sport  | 5 septembre 1959 | 24e RAC Tourist Trophy               | David Brown Racing     | Aston Martin DBR1   | 4          |
| Hors Champ. Sports | 1er janvier 1960 | 6e South African Grand Prix          | Équipe Nationale Belge | Cooper T51 - Climax | 1          |
| Formule 2          | 19 mars 1960     | 10e Gran Premio di Siracusa          | Équipe nationale belge | Cooper T51 - Climax | 5          |
| Formule 2          | 8 avril 1960     | 2d Grand Prix de Bruxelles           | Équipe nationale belge | Cooper T51 - Climax | 5          |
| Hors Champ. Sports | 29 mai 1960      | Grand Prix de Spa Sports 1960        | Privé                  | Porsche 718 RSK     | 1          |

## Records du monde
- Paul Frère a établi de nombreux records pour Opel (classe 8), associée à Marie-Claude Beaumont, Henri Greder et Sylvia Österberg, entre 1  et   10 000 kilomètres le 1er juin 1972 à Dudenhofen, en Catégorie A3 Groupe 3[4].

## Distinctions
- Champion de Belgique des conducteurs, titre décerné par le Royal automobile Club de Belgique (RACB): 1955.